# Carex distans
Espèce
Statut de conservation UICN

LC : Préoccupation mineure
Carex distans, en français Carex à épis distants, Laîche à épis distants ou Laîche distante, est une espèce de plantes herbacées de la famille des Cypéracées.

## Liste des variétés
Selon la World Checklist of Selected Plant Families (WCSP) (26 juin 2012) et le Catalogue of Life (26 juin 2012) :
- Carex distans L., Syst. Nat. ed. 10 (1759)
  - sous-espèce Carex distans subsp. distans
  - sous-espèce Carex distans subsp. oranensis (Trab.) Jahand. & Maire (1931)

Selon le World Register of Marine Species (26 juin 2012) :
- variété Carex distans var. vikingensis